# Eymoutiers
Eymoutiers è un comune francese di 2 068 abitanti situato nel dipartimento dell'Alta Vienne nella regione della Nuova Aquitania.

## Società

### Evoluzione demografica
Abitanti censiti